# Мансини, Валентин
Лукас Науэль Гонсалес Мартинес (исп. Lucas Nahuel González Martínez; род. 2 июня 2003, Арройито, Кордова) — аргентинский футболист, полузащитник клуба «Альдосиви», играющий на правах аренды за вторую команду «Панатинаикоса» в греческой Суперлиге 2. 

## Клубная карьера
Мансини — воспитанник клуба «Альдосиви». 26 февраля 2022 года в матче против «Сентраль Кордова» он дебютировал в аргентинской Примере.